# Đội tuyển bóng chuyền nam quốc gia Phần Lan
Đội tuyển bóng chuyền nam quốc gia Phần Lan là đội bóng đại diện cho Phần Lan tại các cuộc thi tranh giải và trận đấu giao hữu bóng chuyền nam ở phạm vi quốc tế.

## Đội hình
Dưới đây là danh sách các thành viên đội tuyển nam quốc gia Phần Lan tham dự giải World League 2017.
Huấn luyện viên chính: Tuomas Sammelvuo
| Stt. | Tên                  | Ngày sinh            | Chiều cao          | Cân nặng        | Nhảy đập        | Nhảy chắn       | Câu lạc bộ năm 2016–17      |
| ---- | -------------------- | -------------------- | ------------------ | --------------- | --------------- | --------------- | --------------------------- |
| 1    | Niko Haapakoski      | 1 tháng 5 năm 1996   | 1,92 m (6 ft 4 in) | 74 kg (163 lb)  | 325 cm (128 in) | 312 cm (123 in) | Lentopalloseura ETTA        |
| 2    | Eemi Tervaportti (C) | 26 tháng 7 năm 1989  | 1,93 m (6 ft 4 in) | 80 kg (180 lb)  | 338 cm (133 in) | 317 cm (125 in) | Tours                       |
| 4    | Lauri Kerminen       | 18 tháng 1 năm 1993  | 1,85 m (6 ft 1 in) | 80 kg (180 lb)  | 332 cm (131 in) | 290 cm (110 in) | Kuzbass Kemerovo            |
| 5    | Peetu Mäkinen        | 19 tháng 8 năm 1995  | 2,00 m (6 ft 7 in) | 84 kg (185 lb)  | 330 cm (130 in) | 310 cm (120 in) | Vammalan Lentopallo         |
| 6    | Niklas Seppänen      | 30 tháng 6 năm 1993  | 1,93 m (6 ft 4 in) | 84 kg (185 lb)  | 335 cm (132 in) | 320 cm (130 in) | Tours                       |
| 7    | Eemeli Kouki         | 26 tháng 10 năm 1991 | 1,94 m (6 ft 4 in) | 84 kg (185 lb)  | 340 cm (130 in) | 330 cm (130 in) | Hurrikaani Loimaa           |
| 8    | Elviss Krastins      | 15 tháng 9 năm 1994  | 1,92 m (6 ft 4 in) | 85 kg (187 lb)  | 335 cm (132 in) | 315 cm (124 in) | Topvolley Precura Antwerpen |
| 9    | Tommi Siirilä        | 5 tháng 8 năm 1993   | 2,03 m (6 ft 8 in) | 102 kg (225 lb) | 350 cm (140 in) | 325 cm (128 in) | GFCO Ajaccio                |
| 10   | Urpo Sivula          | 15 tháng 3 năm 1988  | 1,95 m (6 ft 5 in) | 100 kg (220 lb) | 350 cm (140 in) | 330 cm (130 in) | Vammalan Lentopallo         |
| 11   | Sauli Sinkkonen      | 14 tháng 9 năm 1989  | 2,01 m (6 ft 7 in) | 94 kg (207 lb)  | 345 cm (136 in) | 330 cm (130 in) | Topvolley Precura Antwerpen |
| 12   | Jan Helenius         | 13 tháng 10 năm 1996 | 1,83 m (6 ft 0 in) | 74 kg (163 lb)  | 320 cm (130 in) | 300 cm (120 in) | LEKA Volley                 |
| 13   | Antti Ropponen       | 17 tháng 8 năm 1995  | 1,90 m (6 ft 3 in) | 87 kg (192 lb)  | 340 cm (130 in) | 318 cm (125 in) | Kokkolan Tiikerit           |
| 14   | Markus Kaurto        | 31 tháng 8 năm 1993  | 1,96 m (6 ft 5 in) | 85 kg (187 lb)  | 345 cm (136 in) | 320 cm (130 in) | Lentopalloseura ETTA        |
| 15   | Henrik Porkka        | 14 tháng 1 năm 1998  | 2,02 m (6 ft 8 in) | 82 kg (181 lb)  | 360 cm (140 in) | 330 cm (130 in) | LEKA Volley                 |
| 16   | Olli-Pekka Ojansivu  | 31 tháng 12 năm 1987 | 1,97 m (6 ft 6 in) | 90 kg (200 lb)  | 344 cm (135 in) | 325 cm (128 in) | Kuzbass Kemerovo            |
| 18   | Miki Jauhiainen      | 8 tháng 7 năm 1997   | 2,05 m (6 ft 9 in) | 85 kg (187 lb)  | 355 cm (140 in) | 325 cm (128 in) | Brigham Young University    |
| 19   | Eetu Pennanen        | 18 tháng 9 năm 1992  | 1,83 m (6 ft 0 in) | 78 kg (172 lb)  | 335 cm (132 in) | 318 cm (125 in) | Lentopalloseura ETTA        |
| 21   | Akseli Lankinen      | 31 tháng 8 năm 1997  | 1,94 m (6 ft 4 in) | 77 kg (170 lb)  | 335 cm (132 in) | 315 cm (124 in) | LEKA Volley                 |

Chuyên viên

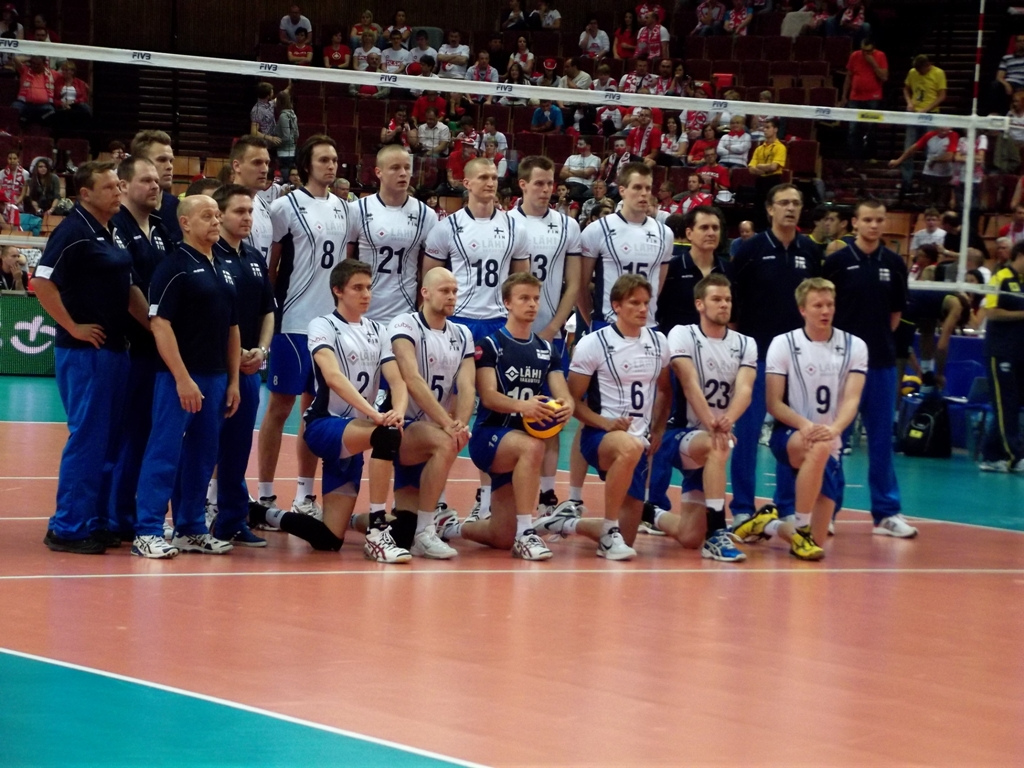
Đội tuyển năm 2012

- Huấn luyện viên: Tuomas Sammelvuo
- Trợ lý huấn luyện: Nicola Giolito
- Huấn luyện viên thể chất: Tuomas Sallinen
- Quản lý: Jaana Laurila
- Trợ lý thể thao: Jesse Kutila
- Bác sĩ: Dr. Janne Pesonen
- Giám sát: Kamil Soloducha
- Quản lý truyền thông: Toni Flink